# Xã Ohio, Quận Spencer, Indiana
Xã Ohio (tiếng Anh: Ohio Township) là một xã thuộc quận Spencer, tiểu bang Indiana, Hoa Kỳ. Năm 2010, dân số của xã này là 5.306 người.